# Witchhammer (norwegische Band)

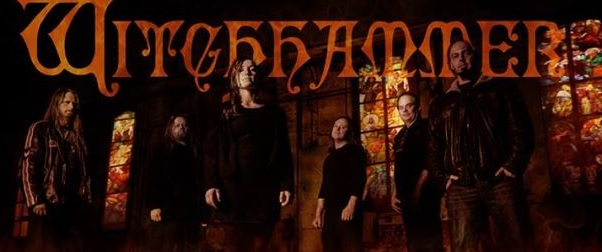
Norwegische Band Witchhammer (2016)

Witchhammer ist eine norwegische Speed- und Thrash-Metal-Band aus Sarpsborg, die im Jahr 1986 gegründet wurde.

## Geschichte
Die Band wurde im Sommer 1984 gegründet. Nachdem Bassist Finn C. Gjerlaugsen zur Band gekommen war und sich die Band somit zu einem Quintett erweitert hatte, folgte der erste Auftritt. Zuvor hatte Sänger Per Ståle Pettersen ebenfalls den Bass gespielt. Weitere Mitglieder in der Band waren die Gitarristen Tor Erik „Totto“ Håkonsen und Peder Kjøs sowie Schlagzeuger Jan Erik „Gokki“ Eide. Nachdem die ersten Demos veröffentlicht wurden, folgte im Jahr 1990 das Debütalbum 1487. Das Album entstand, nachdem in den Borg Studios ein erstes Demo kurz nach Weihnachten 1987 aufgenommen wurde. Es folgten weitere Aufnahmen, sodass das Album im Jahr 1988 fertiggestellt wurde. Nach den Aufnahmen folgten Touren zusammen mit Artch und Tindrum. Währenddessen wurden Kassetten des Albums an diverse Labels geschickt. Peder Kjøs verließ im April 1989 plötzlich die Band, eine Woche vor einer weiteren Tour mit Artch. Ersetzt wurde er durch Frank Wilhelmsen. Nach dieser Tour verließ er im Oktober wieder die Band und wurde im November durch Morten Skute ersetzt. Nachdem im März 1990 das Debütalbum 1487 erschienen war, erhielt das Album größtenteils positive Resonanz, unter anderem auch im Metal Hammer. Es folgte eine Tour durch Norwegen, sowie Auftritte in Schweden. Zudem wurde ein Auftritt in Oslo live im TV übertragen. Im selben Jahr sollte ein weiteres Album aufgenommen werden, ehe Skute im September die Band verließ und die Band lange Zeit inaktiv blieb. Das Album sollte erst im Jahr 2001 unter dem Namen The Lost Tapes über Dazed & Confused Records erscheinen. Nachdem über dieses Label das Debütalbum im Jahr 2005 wiederveröffentlicht worden war, folgte 2011 das Album Chapter 3: In Serenity and Awe in Eigenveröffentlichung.

## Stil
Die Lieder der Gruppe werden als eine Mischung aus Speed Metal und Thrash Metal aus der San Francisco Bay Area beschrieben. Die Musik der Band ist vergleichbar mit alten Werken von Helloween und Testament.

## Diskografie
- 1988: …Let Justice Be Done (Demo, Eigenveröffentlichung)
- 1988: Into the Halls of Justice (Demo, Eigenveröffentlichung)
- 1990: 1487 (Album, Eigenveröffentlichung)
- 1993: White Edition (Demo, Eigenveröffentlichung)
- 2001: The Lost Tapes (Album, Dazed & Confused Records)
- 2011: Chapter 3: In Serenity and Awe (Album, Eigenveröffentlichung)